# Xã Coal Creek, Quận Montgomery, Indiana
Xã Coal Creek (tiếng Anh: Coal Creek Township) là một xã thuộc quận Montgomery, tiểu bang Indiana, Hoa Kỳ. Năm 2010, dân số của xã này là 1.544 người.